# Banco Comercial de Siam
El Banco Comercial de Siam (Siam Commercial Bank Public Company Limited) es un banco de Tailandia dedicado a la financiación de actividades comerciales. Tiene alrededor de 13 000 empleados y ocupa el tercer puesto en el ranking de la banca privada tailandesa. La sede central está ubicada en la capital, Bangkok.
Es el banco comercial más antiguo de Tailandia, fundado al inicio del gobierno del Rey Rama V cuando el sistema bancario tailandés se nutría únicamente de la banca exterior. El príncipe Mahisararajaharuethai inició un proceso para establecer un sistema financiero autónomo que consideró vital para el futuro del país. El banco se fundó oficialmente en 1904 con el nombre de The Book Club, para en 1906 adoptar la actual denominación.